# Robb Stark
Robb Stark é uma personagem fictícia  da série de livros de fantasia A Song of Ice and Fire, do escritor norte-americano George R. R. Martin. Ele é interpretado pelo ator escocês Richard Madden na adaptação televisiva Game of Thrones, da HBO. Em ambas as mídias, ele é introduzido como o filho mais velho de Eddard "Ned" Stark, o honorável Lorde de Winterfell, uma ancestral fortaleza no Norte do reino fictício de Westeros. 
Após a execução do pai no primeiro livro A Game of Thrones (1996), Robb torna-se o chefe do clã dos Stark e declara guerra àqueles que assassinaram Ned Stark. Ele também aparece nos dois livros posteriores da saga, A Clash of Kings (1998) e A Storm of Swords (2000). Na série de televisão, Richard Madden interpreta Robb regularmente até o final da terceira temporada em 2013.
Robb é assassinado em um evento chamado Casamento Vermelho, que foi inspirado no Jantar Negro e no Massacre de Glencoe da história escocesa. George Martin disse que decidiu matar Robb Stark porque queria manter a história difícil de prever: "Eu matei Ned porque todos pensam que ele é o herói ... A próxima coisa previsível é pensar que seu filho mais velho vai se levantar e vingar seu pai. E todo mundo vai esperar isso. Então, imediatamente [matar Robb] se tornou a próxima coisa que eu tive que fazer".

## Biografia fictícia

### Série literária
Robb é um adolescente de 14 anos, filho mais velho e legítimo herdeiro de Lorde Eddard da Casa Stark e sua esposa Catelyn. Ele tem cinco irmãos: as irmãs mais novas Sansa e Arya, os irmãos mais novos Bran e Rickon e um meio-irmão bastardo Jon Snow. Ele também é um amigo próximo do protegido de Eddard, Theon Greyjoy. Robb está constantemente acompanhado por seu lobo gigante, Vento Cinzento. Como a maioria de seus irmãos, Robb herdou as feições de Tully de sua mãe, sendo forte e rápido com uma constituição robusta, olhos azuis e cabelos castanho-avermelhados grossos.

#### A Game of Thrones
Quando seu pai, Ned Stark, deixa Winterfell e vai para Porto Real assumir o cargo de Mão do Rei de Robert Baratheon, ele se torna o lorde regente de Winterfell, a fortaleza da família. Após a prisão de Ned por suposta traição, ele marcha para o sul com um exército para tentar libertar seu pai. Para assegurar a passagem de suas tropas por Green Fork, na vital encruzilhada das Gêmeas, ele consente em se casar com uma filha ou neta de Walder Frey, o velho lorde local e patriarca da Casa Frey, num compromisso negociado por sua mãe. Após cruzar o rio ele surpreende e destrói o exército de Jaime Lannister que cercava Riverrun, capturando-o no processo. Após saber da execução de seu pai pelo rei Joffrey em Porto Real, ele é coroado Rei do Norte por seus soldados e os lordes das Terras Férteis também lhe juram lealdade. 

#### A Clash of Kings
Robb continua a colecionar vitórias contra as tropas dos Lannister e recebe o apelido de "O Jovem Lobo" por sua ferocidade em combate. Ele manda sua mãe, Lady Catelyn, negociar uma aliança com Renly Baratheon mas este é assassinado pelo irmão Stannis Baratheon, com sangue mágico fornecido pela sacerdotisa e feiticeira Melisandre. Como Robb e Stannis ainda dividem um inimigo comum, ele invade as Terras Ocidentais para ajudar estrategicamente a campanha de Stannis contra os Lannisters. Ele também envia Theon Greyjoy para Pike, nas Ilhas de Ferro, para conseguir a ajuda de seu pai, Balon Greyjoy, o governante das ilhas, na sua campanha militar contra a coroa; Balon porém, ao invés de se unir aos Stark, resolve atacar o Norte. Theon se junta ao pai e toma Winterfell de surpresa, na ausência de Robb, longe no campo de batalha; lá, ele supostamente mata os dois irmãos menores dele, Bran e Rickon, que na verdade fugiram da fortaleza, com os corpos queimados apresentados por Theon sendo de dois filhos de camponeses.

#### A Storm of Swords
Robb é ferido numa das batalhas travadas nas Terras Ocidentais, no mesmo tempo em que sabe da suposta morte de seus irmãos menores. Caindo doente devido ao luto e ao ferimento, ele se apaixona pela nobre donzela que o cuida como enfermeira, Jeyne Westerling, tirando sua virgindade. Para preservar a honra da moça, ele se casa com ela, rescindindo o compromisso de casamento anterior com a Casa Frey, fazendo com este retire o apoio de suas forças. Neste meio tempo, Stannis Baratheon, que sofreu uma grande derrota frente aos Lannisters na Batalha de Blackwater, é instado por Melisandre a usar sangue mágico com sanguessugas para amaldiçoar os três reis rivais, Joffrey, Balon e Robb.

Brasão de armas da Casa Stark.

Após a derrota de Stannis em Blackwater, Robb retira-se das Terras do Oeste e retorna para Riverrun para assistir ao funeral de seu avô, Lord Hoster Tully. Após seu retorno, ele fica sabendo que sua mãe libertou Jaime Lannister secretamente na esperança de conseguir uma troca por suas duas filhas, Sansa e Arya Stark, supostamente prisioneiras em Porto Real - Arya tinha fugido. Isto provoca um motim de Lorde  Rickard Karstark, cujos dois filhos foram mortos por Jaime na Batalha de Whispering Woods, forçando Robb a executá-lo e provocando a perda do apoio dos Karstark. À medida que sua posição na guerra parece ir piorando ele tenta conseguir novamente o apoio da Casa Frey, oferecendo seu primo  Edmure Tully em casamento para Roslyn Frey, a filha de  Walder Frey, assim reatando a aliança. Os Frey aceitam mas exigem de Robb que ele compareça pessoalmente à cerimônia de casamento nas Gêmeas como um gesto de desculpas. Em seu caminho para lá, Robb é informado que Balon Greyjoy morreu acidentalmente e que os comandantes de ferro estão voltando para as Ilhas de Ferro para atender ao Kingsmoot, a escolha de um novo rei. Ele decide liderar seu exército para retomar o Norte assim que a festa de casamento tenha sido encerrada e logo descobre que sua irmã Sansa foi forçosamente casada com Tyrion Lannister. 
Para prevenir que os Lannister tenham direto a Winterfell através de um filho de Sansa e Tyrion, ele deserda Sansa e assina um decreto legitimando seu meio-irmão Jon Snow como seu herdeiro no caso dele morrer sem filhos, e requisita à Patrulha da Noite que liberte Jon de seus votos de lealdade. Entretanto chegando nas Gêmeas para o casamento, o comboio dos nortistas é traído e massacrado pelos Frey durante o banquete, num evento conhecido como "Casamento Vermelho" e Robb é pessoalmente morto por seu vassalo Roose Bolton, patriarca da Casa Bolton, que havia se passado para o lado dos Lannister e recompensado com o título de Guardião do Norte.

#### Genealogia
| \| \| \| \| \| \| \| \| \| \| \| \| \| \| \| \| \| \| \| Rickard[a] \| Rickard[a] \| Rickard[a] \| Rickard[a] \| Rickard[a] \| Rickard[a] \| \| \| \| \| \| \| \| \| \| \| \| \| \| \| Lyarra[b] \| Lyarra[b] \| Lyarra[b] \| Lyarra[b] \| Lyarra[b] \| Lyarra[b] \| \| \| \| \| \| \| \| \| \| \| \| \| \| \| \| \| \| \| \| \| \| \| \| \| \| \| \| \| \| \| \| \| \| \| \| \| \| \| \| Rickard[a] \| Rickard[a] \| Rickard[a] \| Rickard[a] \| Rickard[a] \| Rickard[a] \| \| \| \| \| \| \| \| \| \| \| \| \| \| \| Lyarra[b] \| Lyarra[b] \| Lyarra[b] \| Lyarra[b] \| Lyarra[b] \| Lyarra[b] \| \| \| \| \| \| \| \| \| \| \| \| \| \| \| \| \| \| \| \| \| \| \| \| \| \| \| \| \| \| \| \| \| \| \| \| \| \| \| \| \| \| \| \| \| \| \| \| \| \| \| \| \| \| \| \| \| \| \| \| \| \| \| \| \| \| \| \| \| \| \| \| \| \| \| \| \| \| \| \| \| \| \| \| \| \| \| \| \| \| \| \| \| \| \| \| \| \| \| \| \| \| \| \| \| \| \| \| \| \| \| \| \| \| \| \| \| \| \| \| \| \| \| \| \| \| \| \| \| \| \| \| \| \| \| \| \| \| \| \| \| \| \| \| \| \| \| \| \| \| \| \| \| \| \| \| \| \| \| \| Brandon[a] \| Brandon[a] \| Brandon[a] \| Brandon[a] \| Brandon[a] \| Brandon[a] \| \| \| Catelyn Tully[c] \| Catelyn Tully[c] \| Catelyn Tully[c] \| Catelyn Tully[c] \| Catelyn Tully[c] \| Catelyn Tully[c] \| \| \| Eddard[a] \| Eddard[a] \| Eddard[a] \| Eddard[a] \| Eddard[a] \| Eddard[a] \| \| \| \| \| \| \| \| \| \| \| \| \| \| \| \| \| \| \| \| \| Lyanna[a][d] \| Lyanna[a][d] \| Lyanna[a][d] \| Lyanna[a][d] \| Lyanna[a][d] \| Lyanna[a][d] \| \| \| Benjen[a] \| Benjen[a] \| Benjen[a] \| Benjen[a] \| Benjen[a] \| Benjen[a] \| \| \| \| \| \| \| \| \| \| Brandon[a] \| Brandon[a] \| Brandon[a] \| Brandon[a] \| Brandon[a] \| Brandon[a] \| \| \| Catelyn Tully[c] \| Catelyn Tully[c] \| Catelyn Tully[c] \| Catelyn Tully[c] \| Catelyn Tully[c] \| Catelyn Tully[c] \| \| \| Eddard[a] \| Eddard[a] \| Eddard[a] \| Eddard[a] \| Eddard[a] \| Eddard[a] \| \| \| \| \| \| \| \| \| \| \| \| \| \| \| \| \| \| \| \| \| Lyanna[a][d] \| Lyanna[a][d] \| Lyanna[a][d] \| Lyanna[a][d] \| Lyanna[a][d] \| Lyanna[a][d] \| \| \| Benjen[a] \| Benjen[a] \| Benjen[a] \| Benjen[a] \| Benjen[a] \| Benjen[a] \| \| \| \| \| \| \| \| \| \| \| \| \| \| \| \| \| \| \| \| \| \| \| \| \| \| \| \| \| \| \| \| \| \| \| \| \| \| \| \| \| \| \| \| \| \| \| \| \| \| \| \| \| \| \| \| \| \| \| \| \| \| \| \| \| \| \| \| \| \| \| \| \| \| \| \| \| \| \| \| \| \| \| \| \| \| \| \| \| \| \| \| \| \| \| \| \| \| \| \| \| \| \| \| \| \| \| \| \| \| \| \| \| \| \| \| \| \| \| \| \| \| \| \| \| \| \| \| \| \| \| \| \| \| \| \| \| \| \| \| \| \| \| \| \| \| \| \| \| \| \| \| \| \| \| \| \| \| \| \| \| \| \| \| \| \| \| \| \| \| \| \| \| \| \| \| \| \| \| \| \| \| \| \| \| \| \| \| \| \| \| \| \| \| \| \| \| \| \| \| \| \| \| \| \| \| \| \| \| \| \| \| \| \| \| \| \| \| \| \| \| \| \| \| \| \| \| \| \| \| \| \| \| \| \| \| \| \| \| \| \| \| \| \| \| \| \| \| \| \| \| \| \| \| \| \| \| \| \| \| \| \| Robb[c] \| Robb[c] \| Robb[c] \| Robb[c] \| Robb[c] \| Robb[c] \| \| \| Jeyne Westerling[e] \| Jeyne Westerling[e] \| Jeyne Westerling[e] \| Jeyne Westerling[e] \| Jeyne Westerling[e] \| Jeyne Westerling[e] \| \| \| Sansa[c] \| Sansa[c] \| Sansa[c] \| Sansa[c] \| Sansa[c] \| Sansa[c] \| \| \| Tyrion Lannister[f] \| Tyrion Lannister[f] \| Tyrion Lannister[f] \| Tyrion Lannister[f] \| Tyrion Lannister[f] \| Tyrion Lannister[f] \| \| \| Arya[c] \| Arya[c] \| Arya[c] \| Arya[c] \| Arya[c] \| Arya[c] \| \| \| Brandon[c] \| Brandon[c] \| Brandon[c] \| Brandon[c] \| Brandon[c] \| Brandon[c] \| \| \| Rickon[c] \| Rickon[c] \| Rickon[c] \| Rickon[c] \| Rickon[c] \| Rickon[c] \| \| \| Jon Snow[c][d] \| Jon Snow[c][d] \| Jon Snow[c][d] \| Jon Snow[c][d] \| Jon Snow[c][d] \| Jon Snow[c][d] \| \| \| \| Robb[c] \| Robb[c] \| Robb[c] \| Robb[c] \| Robb[c] \| Robb[c] \| \| \| Jeyne Westerling[e] \| Jeyne Westerling[e] \| Jeyne Westerling[e] \| Jeyne Westerling[e] \| Jeyne Westerling[e] \| Jeyne Westerling[e] \| \| \| Sansa[c] \| Sansa[c] \| Sansa[c] \| Sansa[c] \| Sansa[c] \| Sansa[c] \| \| \| Tyrion Lannister[f] \| Tyrion Lannister[f] \| Tyrion Lannister[f] \| Tyrion Lannister[f] \| Tyrion Lannister[f] \| Tyrion Lannister[f] \| \| \| Arya[c] \| Arya[c] \| Arya[c] \| Arya[c] \| Arya[c] \| Arya[c] \| \| \| Brandon[c] \| Brandon[c] \| Brandon[c] \| Brandon[c] \| Brandon[c] \| Brandon[c] \| \| \| Rickon[c] \| Rickon[c] \| Rickon[c] \| Rickon[c] \| Rickon[c] \| Rickon[c] \| \| \| Jon Snow[c][d] \| Jon Snow[c][d] \| Jon Snow[c][d] \| Jon Snow[c][d] \| Jon Snow[c][d] \| Jon Snow[c][d] \| \| \| |      |      |      |      |      |  |  |                  |                  |                  |                  |                  |                  |  |  |               |               |               |               |               |               |         |         |                  |                  |                  |                  |                  |                  |  |  |      |      |      |      |      |      |        |        |         |         |         |         |         |         |  |  |        |        |        |        |        |        |        |        |          |          |          |          |          |          |        |        |
| Notas: 1. 2. 3. 4. 5. 6. |      |      |      |      |      |  |  |                  |                  |                  |                  |                  |                  |  |  |               |               |               |               |               |               |         |         |                  |                  |                  |                  |                  |                  |  |  |      |      |      |      |      |      |        |        |         |         |         |         |         |         |  |  |        |        |        |        |        |        |        |        |          |          |          |          |          |          |        |        |
| |      |      |      |      |      |  |  |                  |                  |                  |                  |                  |                  |  |  |               |               | Rickard       | Rickard       | Rickard       | Rickard       | Rickard | Rickard |                  |                  |                  |                  |                  |                  |  |  |      |      |      |      |      |      | Lyarra | Lyarra | Lyarra  | Lyarra  | Lyarra  | Lyarra  |         |         |  |  |        |        |        |        |        |        |        |        |          |          |          |          |          |          |        |        |
| |      |      |      |      |      |  |  |                  |                  |                  |                  |                  |                  |  |  |               |               | Rickard       | Rickard       | Rickard       | Rickard       | Rickard | Rickard |                  |                  |                  |                  |                  |                  |  |  |      |      |      |      |      |      | Lyarra | Lyarra | Lyarra  | Lyarra  | Lyarra  | Lyarra  |         |         |  |  |        |        |        |        |        |        |        |        |          |          |          |          |          |          |        |        |
| |      |      |      |      |      |  |  |                  |                  |                  |                  |                  |                  |  |  |               |               |               |               |               |               |         |         |                  |                  |                  |                  |                  |                  |  |  |      |      |      |      |      |      |        |        |         |         |         |         |         |         |  |  |        |        |        |        |        |        |        |        |          |          |          |          |          |          |        |        |
| |      |      |      |      |      |  |  |                  |                  |                  |                  |                  |                  |  |  |               |               |               |               |               |               |         |         |                  |                  |                  |                  |                  |                  |  |  |      |      |      |      |      |      |        |        |         |         |         |         |         |         |  |  |        |        |        |        |        |        |        |        |          |          |          |          |          |          |        |        |
| |      |      |      |      |      |  |  | Brandon          | Brandon          | Brandon          | Brandon          | Brandon          | Brandon          |  |  | Catelyn Tully | Catelyn Tully | Catelyn Tully | Catelyn Tully | Catelyn Tully | Catelyn Tully |         |         | Eddard           | Eddard           | Eddard           | Eddard           | Eddard           | Eddard           |  |  |      |      |      |      |      |      |        |        |         |         |         |         |         |         |  |  |        |        | Lyanna | Lyanna | Lyanna | Lyanna | Lyanna | Lyanna |          |          | Benjen   | Benjen   | Benjen   | Benjen   | Benjen | Benjen |
| |      |      |      |      |      |  |  | Brandon          | Brandon          | Brandon          | Brandon          | Brandon          | Brandon          |  |  | Catelyn Tully | Catelyn Tully | Catelyn Tully | Catelyn Tully | Catelyn Tully | Catelyn Tully |         |         | Eddard           | Eddard           | Eddard           | Eddard           | Eddard           | Eddard           |  |  |      |      |      |      |      |      |        |        |         |         |         |         |         |         |  |  |        |        | Lyanna | Lyanna | Lyanna | Lyanna | Lyanna | Lyanna |          |          | Benjen   | Benjen   | Benjen   | Benjen   | Benjen | Benjen |
| |      |      |      |      |      |  |  |                  |                  |                  |                  |                  |                  |  |  |               |               |               |               |               |               |         |         |                  |                  |                  |                  |                  |                  |  |  |      |      |      |      |      |      |        |        |         |         |         |         |         |         |  |  |        |        |        |        |        |        |        |        |          |          |          |          |          |          |        |        |
| |      |      |      |      |      |  |  |                  |                  |                  |                  |                  |                  |  |  |               |               |               |               |               |               |         |         |                  |                  |                  |                  |                  |                  |  |  |      |      |      |      |      |      |        |        |         |         |         |         |         |         |  |  |        |        |        |        |        |        |        |        |          |          |          |          |          |          |        |        |
| |      |      |      |      |      |  |  |                  |                  |                  |                  |                  |                  |  |  |               |               |               |               |               |               |         |         |                  |                  |                  |                  |                  |                  |  |  |      |      |      |      |      |      |        |        |         |         |         |         |         |         |  |  |        |        |        |        |        |        |        |        |          |          |          |          |          |          |        |        |
| |      |      |      |      |      |  |  |                  |                  |                  |                  |                  |                  |  |  |               |               |               |               |               |               |         |         |                  |                  |                  |                  |                  |                  |  |  |      |      |      |      |      |      |        |        |         |         |         |         |         |         |  |  |        |        |        |        |        |        |        |        |          |          |          |          |          |          |        |        |
| Robb | Robb | Robb | Robb | Robb | Robb |  |  | Jeyne Westerling | Jeyne Westerling | Jeyne Westerling | Jeyne Westerling | Jeyne Westerling | Jeyne Westerling |  |  | Sansa         | Sansa         | Sansa         | Sansa         | Sansa         | Sansa         |         |         | Tyrion Lannister | Tyrion Lannister | Tyrion Lannister | Tyrion Lannister | Tyrion Lannister | Tyrion Lannister |  |  | Arya | Arya | Arya | Arya | Arya | Arya |        |        | Brandon | Brandon | Brandon | Brandon | Brandon | Brandon |  |  | Rickon | Rickon | Rickon | Rickon | Rickon | Rickon |        |        | Jon Snow | Jon Snow | Jon Snow | Jon Snow | Jon Snow | Jon Snow |        |        |
| Robb | Robb | Robb | Robb | Robb | Robb |  |  | Jeyne Westerling | Jeyne Westerling | Jeyne Westerling | Jeyne Westerling | Jeyne Westerling | Jeyne Westerling |  |  | Sansa         | Sansa         | Sansa         | Sansa         | Sansa         | Sansa         |         |         | Tyrion Lannister | Tyrion Lannister | Tyrion Lannister | Tyrion Lannister | Tyrion Lannister | Tyrion Lannister |  |  | Arya | Arya | Arya | Arya | Arya | Arya |        |        | Brandon | Brandon | Brandon | Brandon | Brandon | Brandon |  |  | Rickon | Rickon | Rickon | Rickon | Rickon | Rickon |        |        | Jon Snow | Jon Snow | Jon Snow | Jon Snow | Jon Snow | Jon Snow |        |        |

### Série de televisão
Robb Stark é vivido na televisão pelo ator Richard Madden.  Existem algumas pequenas diferenças entre o Robb dos livros e o da série de tv; enquanto nos livros Robb é um personagem mais secundário, em Game of Thrones ele tem uma presença maior durantes as três temporadas em que aparece. No início da série, ao invés dos 14 anos do livro, ele tem 17, e a mulher com que se casa não se chama Jeyne Westering, um nobre menor de Westeros mas Talisa Maegyr, uma enfermeira da Cidade Livre de Volantis.
James Poniewozik do TIME, disse sobre a atuação de Madden em "The Pointy End": "tanto o roteiro quanto Richard Madden mostram em traços hábeis e rápidos como a crise o focaliza. (Este é outro caso em que ter um ator ao vivo faz um trabalho melhor de mostrando uma transição que parecia mais abrupta no livro.)"

#### 1ª temporada (2011)
Depois de estar com o irmão Bran no quarto onde convalesce da queda da torre que lhe deixou paralítico e sem memória, Robb, junto com Theon Greyjoy, o salva de um ataque de selvagens ladrões nas florestas ao redor de Winterfell, quando Bran é levado a passear depois de ganhar uma sela adaptada que permite que monte a cavalo. Quando seu pai é preso pelos Lannister em Porto Real, ele recebe uma carta da irmã Sansa, que está com o pai na capital, pedindo que vá urgentemente à Porto Real se ajoelhar em lealdade ao novo rei, o filho bastardo de Cersei Lannister, Joffrey Baratheon. Ele nota a manipulação dos Lannister por trás da carta e decide que irá a capital sim, mas com seu exército para depor os Lannister do poder. Ele reúne seus homens para a marcha para o sul e um deles,  Greatjon Umber, irritado porque não comandará uma vanguarda, puxa uma espada em cima de uma mesa e é atacado pelo lobo de Robb, "Vento Cinzento", que lhe arranca dois dedos da mão; depois de uma piada de Robb, tudo acaba em risos entre os homens.  Antes de partir, ele se despede do irmão Bran no quarto onde vive deitado.
Em seu caminho para o sul, precisando da ajuda de Walder Frey, o patriarca da Casa Frey que controla o vital acesso sobre o rio Tridente, As Gêmeas, Robb concorda com sua exigência de se comprometer em casamento com uma de suas filhas. Em sua batalha seguinte em direção a Porto Real, ele aprisiona Jaime Lannister. Nas Terras Fluviais, ele recebe a noticia da execução de Ned Stark e chora junto com a mãe, prometendo que matará todos os Lannister. Seus homens o declaram Rei do Norte.

#### 2ª temporada (2012)
Robb continua a conquistar vitórias contra os Lannisters e ganha o apelido de "Jovem Lobo" por sua ferocidade nas batalhas. Ele envia a mãe, Catelyn, à Terra das Tempestades, para conseguir uma aliança com Renly Baratheon, que concorda mas é assassinado no dia seguinte.  Ferido numa batalha que venceu, ele é cuidado por uma enfermeira de nome  Talisa Maegyr, por quem se apaixona. Pouco depois, ele recebe a notícia de que Theon os traiu e atacou Winterfell, tomando a fortaleza desguarnecida; furioso, ele permite que o filho bastardo de seu aliado Roose Bolton, Ramsay Bolton, retome Winterfell e traga Theon até ele para matá-lo pessoalmente. Quando sua mãe liberta Jaime Laninster esperando em troca a libertação das filhas Sansa e Arya em Porto Real, ele fica furioso e ordena a prisão de Catelyn mas depois a perdoa. Apaixonado por Talisa, eles dormem juntos e confessa à mãe seu amor pela mulher, que o adverte sobre a quebra de seu juramento para com a Casa Frey; ele ignora os conselhos da mãe e numa cerimônia secreta conduzida por um  Septão da Fé dos Sete, casa com Talisa.[carece de fontes?]

#### 3ª temporada (2013)
Robb vai ao Vale para o funeral de seu avô, Hoster Tully, e lá se reúne em conferência com os lordes seus comandados. A Guerra dos Cinco Reis não está indo bem para eles e agora como os Lannister derrotaram seus inimigos mais ao sul e impediram Porto Real de ser atacada, assim como fizeram uma aliança com a poderosa Casa Tyrell através do casamento do rei Joffrey com Margaery Tyrell, neta da matriarca Olenna Tyrell, eles tem número superior de soldados, dinheiro e melhor posição estratégica. Quando ele executa Lorde Rickard Karstark por causa de um motim, as tropas da Casa Karstark o abandonam ele fica só com metade de suas forças em Riverrun. Sem opção, ele tenta refazer a aliança com a Casa Frey, que o abandonou e retirou seus soldados  das forças de Robb quando ele desfez o compromisso de casamento e casou-se com Talisa.
Os Frey aceitam a oferta com a condição de que Robb lhes entregue o Castelo de Harrenhal, com todas as terras e rendimentos ao seu redor, que seu primo Edmure se case com a filha de Walder Frey,  Roslyn, que ele apresente desculpas formais pela quebra do compromisso e compareça pessoalmente à festa de casamento de Edmure e Roslyn nAs Gêmeas. A condição é aceita e Robb descobre que Talisa está grávida, para seu deleite. Ele chega com a mulher, a mãe e seu principais generais às Gêmeas e faz um pedido de desculpas público às filhas e netas de Frey por sua quebra de compromisso.  Warden aceita as desculpas e lhes oferece sua hospitalidade. 
Durante o banquete, Catelyn suspeita de algo errado quando nota que as portas do Grande Salão do castelo foram fechadas e os músicos que animam a festa começam a tocar "Rains of Castamere", a mesma música que comemorou a brutal eliminação da Casa Reyne Baratheon pela Casa Lannister. Ela vê que caíram numa armadilha quando Roose Bolton, a seu lado, levanta para um brinde e deixa antever uma armadura de malha por baixo de suas roupas; Catelyn grita para Robb avisando da emboscada mas é tarde demais. Os homens de Frey atacam o grupo dos Stark e o filho de Frey,  Lothar, esfaqueia repetidamente a barriga de Talisa, matando-a e ao bebê não nascido. Antes que possa reagir, Robb é atingido por várias flechas disparadas pelos músicos  e cai ao lado da mulher, ferido; ainda consegue se levantar e chamar por Catelyn, mas tem a garganta cortada pelo traidor Roose Bolton na frente da mãe, que mesmo ameaçando matar a mulher de Frey, que agarra e põe uma faca na garganta,  não consegue evitar a morte do filho e é assassinada logo depois.

### Desenvolvimento e recepção
.

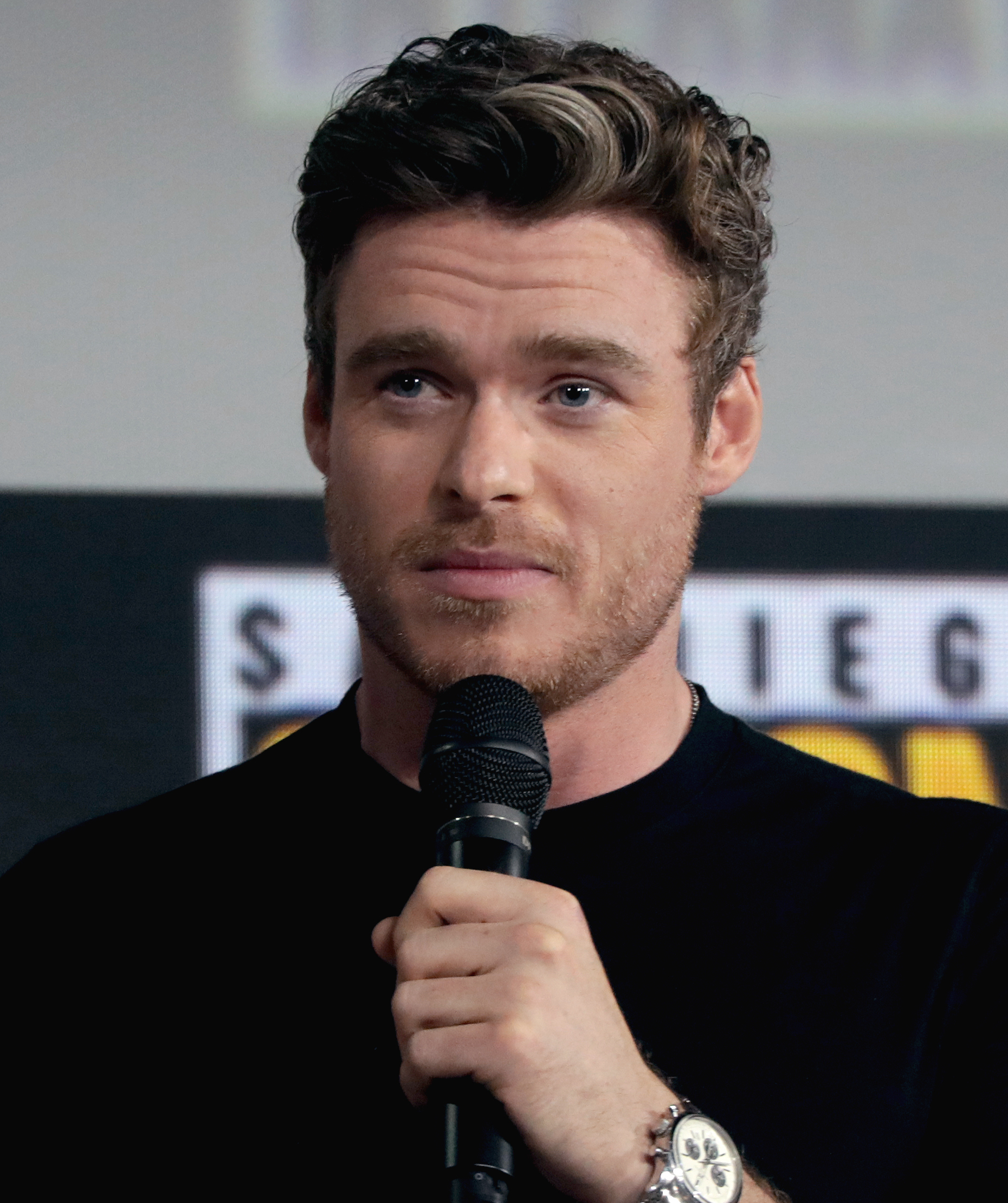
Richard Madden

Richard Madden disse que soube que o personagem seria morto no início, mas por outro lado leu os livros temporada após temporada, focando principalmente nos roteiros: "Eu, como ator, sou forçado a dobrar o caminho que coloquei em Robb e mudá-lo e continuar com as surpresas. Espero ter conseguido fazer isso."
James Poniewozik do Time, descreve Robb como menos ansioso para buscar retaliação do que seu pai Eddard, mas como mais pragmático. A visão geral de Poniewozik da versão para a televisão de Robb concentra-se em seu papel como contraste para Eddard:
Robb subiu para tomar o lugar de seu pai, como um senhor de Winterfell e como um personagem focal no show. Nunca vimos que tipo de guerreiro Ned estava no campo, mas em Porto Real, ele lutou uma batalha direta, telegrafando seus movimentos, e morreu por isso. Robb, vendo os números dos Lannister, mostra-se capaz de fintas e enganos - embora ao custo de 2.000 homens e a culpa de tê-los enviado em uma missão suicida.
Em seu livro de 2015, Game of Thrones and Business, Tim Phillips e Rebecca Claire concordam:
Mas o choque da queda da Internet não foi fundamentalmente sobre a morte. Tem muito disso na TV. O que realmente fez isso se destacar foi que quebrou as regras - a história simplesmente não deveria ser assim. Havíamos investido na história de vingança de Robb Stark e sua família que, em termos de narrativa de Hollywood, deveria claramente vencer a guerra contra os Lannister porque é assim que as coisas são feitas nas histórias de fadas.